# Domenico da Venezia

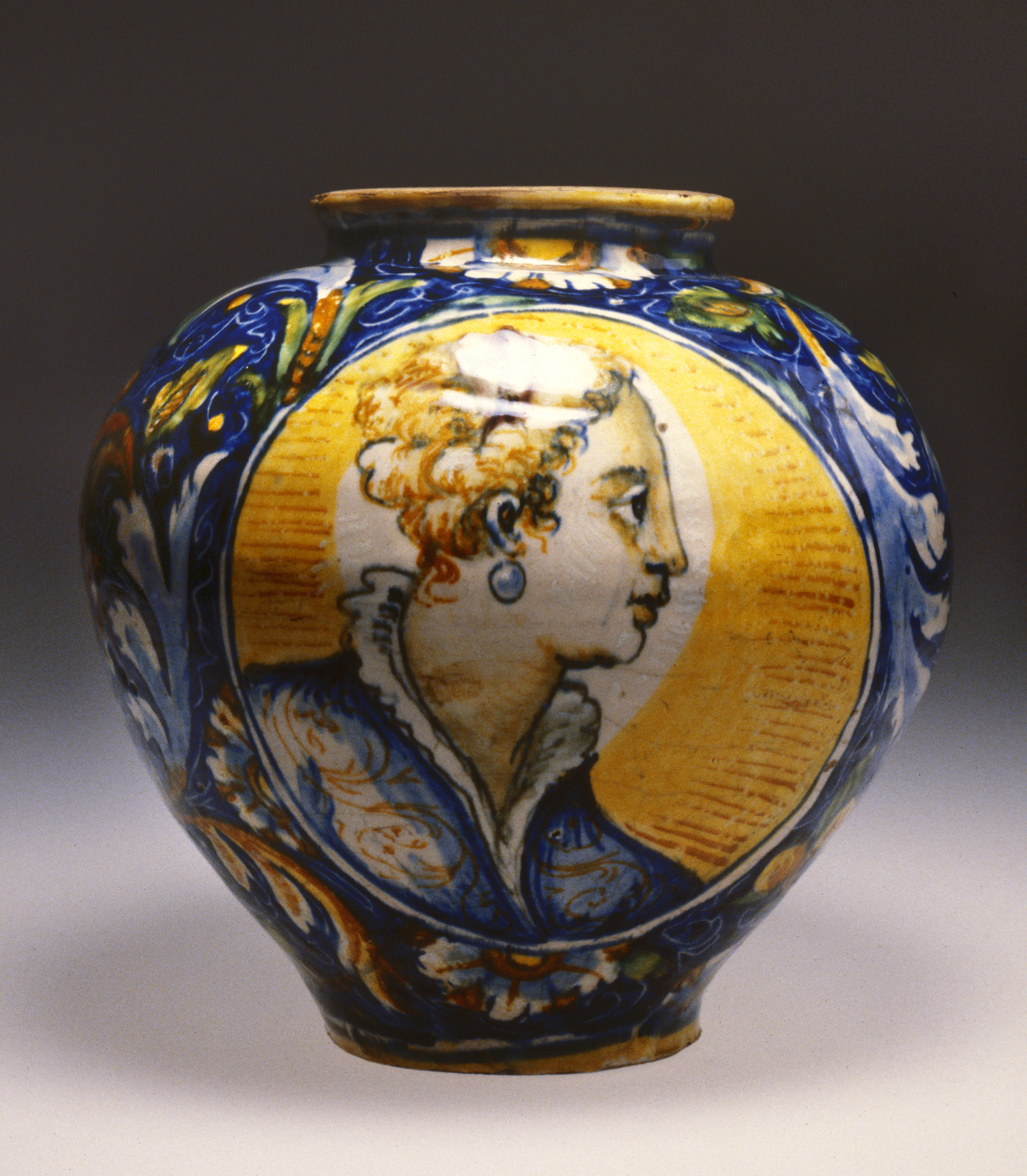
Vaso da farmacia con busto femminile, risalente al 1560, conservato nel Walters Art Museum

Domenego de Donà di Bethi, detto Domenico da Venezia o Mastro Domenico (Venezia, circa 1520 – Venezia, 1575) è stato un ceramista e decoratore di maioliche italiano della Repubblica di Venezia, attivo a Venezia tra il quinto ed il settimo decennio del sec. XVI, considerato dalla critica del tardo Ottocento una figura di primissimo piano.

## Biografia

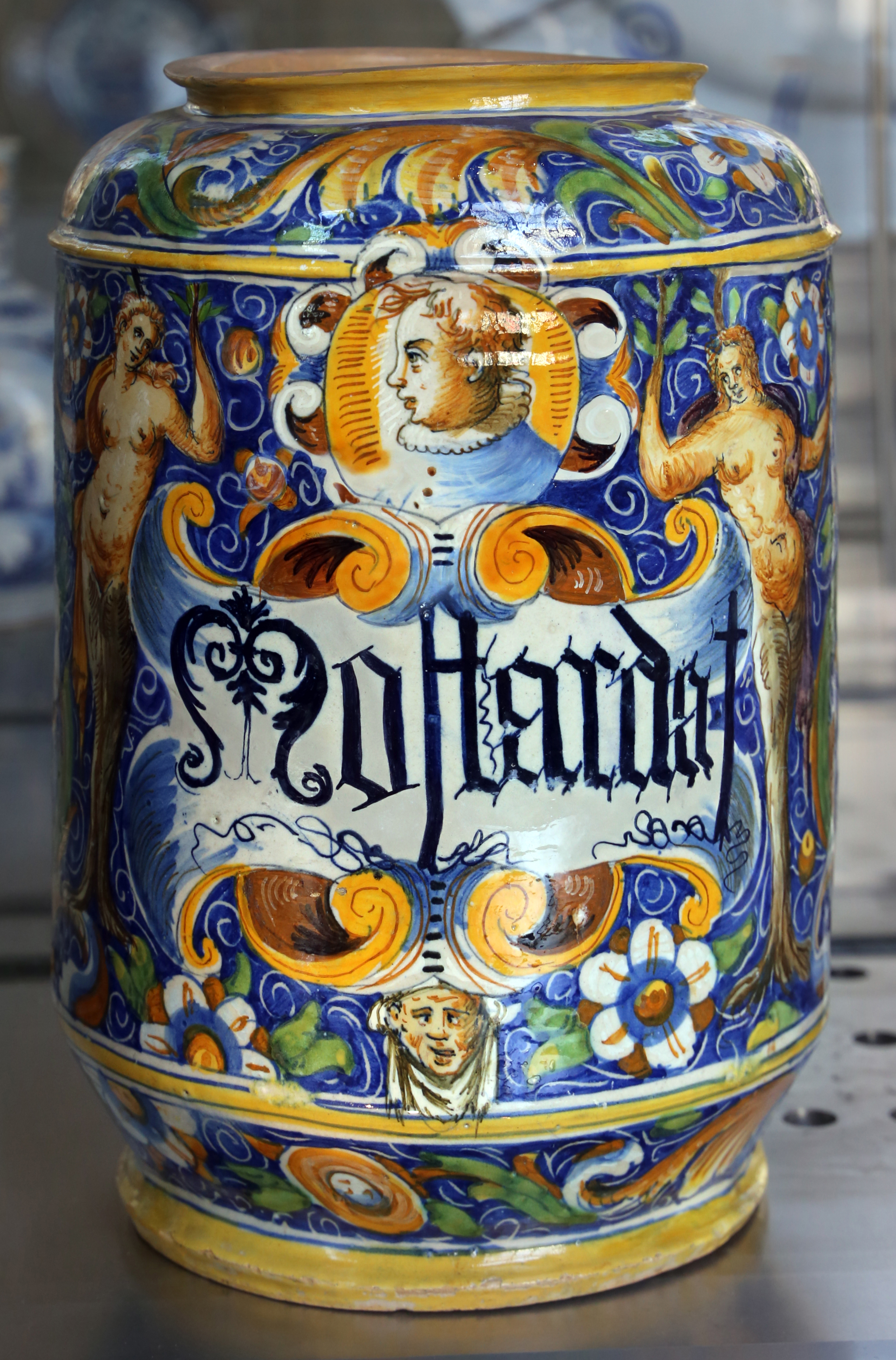
Albarello per mostarda

Figlio di Donato (Donà) di Beti (de Bethi), già nel 1546 era sposato con Catharina, la figlia del vasaro Jacomo da Pesaro. Lavorò a Venezia nei dintorni di San Polo e la produzione della sua bottega raggiunse grande fama alla fine del Cinquecento. 
Non si conosce con esattezza il giorno della sua morte.
Le sue opere sono presenti in collezioni private, tra le quali ricordiamo la Collezione Cini di Venezia ed in molti musei tra cui il Victoria and Albert Museum, il Museo regionale di Messina, l'Herzog Anton Ulrich-Museum, il Museo internazionale delle ceramiche in Faenza, il British Museum e il National Gallery of Victoria.